# Sénat Böhrnsen II
Pour les articles homonymes, voir Sénat Böhrnsen.
Land de Brême
Sénat Böhrnsen I Sénat Böhrnsen III
Le sénat Böhrnsen II (Senat Böhrnsen II) était le gouvernement régional (Landesregierung) du Land de Brême du 28 juin 2007 au 30 juin 2011, durant la dix-septième législature du Bürgerschaft.

## Composition

### Coalition
Dirigé par le président du Sénat social-démocrate Jens Böhrnsen, au pouvoir depuis 2005, il est soutenu par une coalition rouge-verte, réunissant le Parti social-démocrate d'Allemagne (SPD) et l'Alliance 90 / Les Verts, qui dispose de 46 députés sur 83 au Bürgerschaft, soit 55,4 % des sièges. Il succède au sénat Böhrnsen I, formé en 2003 et soutenu par une grande coalition entre le SPD et l'Union chrétienne-démocrate d'Allemagne (CDU). Il a été remplacé par le sénat Böhrnsen III, soutenu par une nouvelle coalition rouge-verte.

### Membres
| Fonction                                                                                                 | Nom                                    | Nom                             | Parti |
| --- | -------------------------------------- | ------------------------------- | ----- |
| Président du Sénat et Maire de Brême Sénateur pour les Affaires ecclésiastiques Sénateur pour la Culture |                                        | Jens Böhrnsen                   | SPD   |
| Sénatrice pour les Finances Vice-présidente du Sénat et Maire                                            |                                        | Karoline Linnert                | Vert  |
| Sénateur pour l'Intérieur et les Sports                                                                  |                                        | Willi Lemke jusqu'au 06/04/2008 | SPD   |
| Sénateur pour l'Intérieur et les Sports                                                                  | Intérim de Renate Jürgens-Pieper       |                                 | SPD   |
| Sénateur pour l'Intérieur et les Sports                                                                  | Ulrich Mäurer à partir du 07/05/2008   |                                 | SPD   |
| Sénatrice pour l'Éducation et la Science                                                                 |                                        | Renate Jürgens-Pieper           | SPD   |
| Sénatrice pour le Travail, les Femmes, la Santé, la Jeunesse et les Affaires sociales                    |                                        | Ingelore Rosenkötter            | SPD   |
| Sénateur pour l'Environnement, les Travaux publics, les Affaires européennes et les Transports           |                                        | Reinhard Loske                  | Vert  |
| Sénateur pour l'Économie et les Ports Sénateur pour la Justice et la Constitution                        |                                        | Ralf Nagel jusqu'au 11/02/2010  | SPD   |
| Sénateur pour l'Économie et les Ports Sénateur pour la Justice et la Constitution                        | Martin Günthner à partir du 24/02/2010 |                                 | SPD   |